# Pravoslavná církev Indie
Pravoslavná církev Indie je křesťanská církev vzniklá nestoriánskou misií v Indii, ona sama však odvozuje svůj původ z legendy o působení apoštola Tomáše. Patří do skupiny starobylých východních církví.
Dnes je církev rozdělena. Unie s Římem z roku 1599 nevydržela dlouho, roku 1653 se většina církve odtrhla a volně se připojila k Syrské pravoslavné církvi. Z těch, kteří zůstali věrni Římu, vznikla Syrsko-malabarská katolická církev, část se ale v roce 1874 přihlásila k původnímu nestoriánství (novonestoriáni, podle biskupa Melluse také mellusini). K unii s Římem se na druhou stranu vrátila roku 1930 početná skupina syrských pravoslavných – jakobitů, která vytvořila Syrsko-malankarskou katolickou církev.
Autonomní součástí Syrské pravoslavné církve (jakobitské – je miafyzitní, původně monofyzitní) je v Indii Malankarská jakobitská syrská pravoslavná církev. V čele je od roku 2002 katolikos Mor Baselios Thomas I. (* 1929), církev měla dle vlastních údajů v roce 2014  asi 1 200 000 věřících, v Indii má 10 diecézí s 19 biskupy. Též má Arcidiecézi Severní Ameriky (USA, Kanada) a Malankarský patriarchální vikariát ve Velké Británii a Irsku. V roce 1912 se odtrhla autokefální Malankarská syrská pravoslavná církev. Odštěpenci vyhlásili obnovu starověkého katolikosátu východu v Indii. Obě strany byly smířeny v roce 1958, kdy indický Nejvyšší soud rozhodl, že pouze biskupové autokefální církve mají právní postavení. Ale v roce 1975 syrský jakobitský patriarcha exkomunikoval a odsoudil biskupy autokefální církve a ustanovil autonomní katolikosát. To vedlo k opětovnému rozdělení. Konečně v červnu 1995 Nejvyšší soud Indie rozhodl a potvrdil Ústavu církve, která byla přijata roku 1934 a činila ji závaznou pro obě frakce, dále uvedl, že v Indii existuje pouze jedna jakobitská církev, v současnosti rozdělená na dvě frakce, a také uznal syrského ortodoxního (jakobitského) patriarchu Antiochie za duchovního vůdce univerzální syrské církve. Zároveň uvedl, že katolikos autokefální církve má právní postavení jako hlava celé církve, takže je oprávněn zřizovat její farnosti a další instituce. Autokefální církev měla mít (podle vlastních údajů) v roce 2014 asi 2,5 milionu věřících ve 30 diecézích se 32 biskupy a více než 1 700 kněží. V čele byl od intronizace roku 2010 Baselius Mar Thoma Paulose II. (1946–2021), katolikos Východu a Malankarský metropolita (údaje z 10. 12. 2014).